# Ágios Geórgios (ort i Grekland, Epirus, Thesprotia, lat 39,46, long 20,51)
Ágios Geórgios är en ort i Grekland.   Den ligger i prefekturen Thesprotia och regionen Epirus, i den västra delen av landet, 300 km nordväst om huvudstaden Aten. Ágios Geórgios ligger 401 meter över havet och antalet invånare är 149.
Terrängen runt Ágios Geórgios är kuperad åt sydväst, men åt nordost är den bergig. Runt Ágios Geórgios är det glesbefolkat, med 15 invånare per kvadratkilometer. Närmaste större samhälle är Paramythiá, 1,4 km norr om Ágios Geórgios. 